# Убийства по чёткам
«Убийства по чёткам» — кинофильм. Экранизация произведения, автор которого — Уильям Кинцл.

## Сюжет
В католической церкви Holy Redentor в Детройте совершена серия жестоких убийств, жертвами которых становятся священники и монахини. Убийца оставляет на руках погибших чёрные чётки. В расследовании решает принять участие священник Боб Кеслер.

## Интересные факты
- Своеобразный ремейк картины Альфреда Хичкока «Я исповедуюсь» (1953). На международном кинофестивале детективных фильмов в Коньяке картина получила приз зрительских симпатий.
- Джек Уайт исполнил небольшую роль церковного послушника. В титрах не указан.